# Зельново (Поморське воєводство)
Зельново (пол. Zielnowo) — село в Польщі, у гміні Люзіно Вейгеровського повіту Поморського воєводства.
Населення — 67 осіб (2011).
У 1975-1998 роках село належало до Гданського воєводства.

## Демографія
Демографічна структура станом на 31 березня 2011 року:
|          | Загалом | Допрацездатний вік | Працездатний вік | Постпрацездатний вік |
| -------- | ------- | ------------------ | ---------------- | -------------------- |
| Чоловіки | 31      | 8                  | 21               | 2                    |
| Жінки    | 36      | 12                 | 21               | 3                    |
| Разом    | 67      | 20                 | 42               | 5                    |